# Томислав Тасич
Томислав Тасич (на сръбски: Томислав Тасић или Tomislav Tasić) е югославски театрален актьор.

## Биография
Роден е на 14 септември 1904 година в южномакедонския град Битоля, тогава в Османската империя. Завършва пет класа във Военно-техническото училище в Крагуевац, Кралство на сърби, хървати и словенци, но се посвещава на театъра. За първи път стъпва на сцената през 1926 година в битолския клон на Скопския народен театър. Продължава кариерата си в пътуващите театри на Никола Йоксимович, Петре Пърличко и Душан Животич. От 1931 до 1935 година е член на Народния театър на Моравската бановина. След това отново играе в пътуващи театри. От 1 август 1940 година до 31 август 1941 година играе в Народния театър на Дунавската бановина. По време на окупацията от 1 август 1941 до 5 октомври 1944 година играе в Народния театър в Панчево. След това се присъединява към комунистическата народоосвободителна войска, където играе и режисира. След войната е член на театрите в Кралево, Шабац и отново в Панчево. Тасич е характерен актьор естествен и с реалистично присъствие, добър както в драматични така и в комични представления.
Известни роли на Тасич са практикантът в „Протекция“ на Бранислав Нушич, съдебният изпълнител в „Чичова квартира“ на Иван Мясницки, Вабонтрен в „Мадам Сен-Жен“ на Викториен Сарду и Емил Моро, Борян от „Чучук Стана“ на Милорад Петрович.